# The Bootleg Series Vol. 17: Fragments – Time Out of Mind Sessions (1996–1997)
The Bootleg Series Vol. 17: Fragments – Time Out of Mind Sessions (1996–1997) es un álbum recopilatorio del músico estadounidense Bob Dylan. Fue publicado el 27 de enero de 2023 a través de Columbia/Legacy Recordings. La recopilación incluye una remezcla del álbum original Time Out of Mind, tomas descartadas, versiones alternativas y grabaciones en vivo. El lanzamiento viene en una edición estándar de dos CDs y una caja de cinco discos. Además de los lanzamientos de CD, se lanzaron 4 LPs y 10 LPs.

## Lista de canciones
Todas las canciones escritas y compuestas por Bob Dylan.

### Edición estándar
| Disco uno: Time Out of Mind (2022 Remix) |                                |          |  |
| N.º                                      | Título                         | Duración |  |
| 1.                                       | «Love Sick»                    | 5:21     |  |
| 2.                                       | «Dirt Road Blues»              | 3:34     |  |
| 3.                                       | «Standing in the Doorway»      | 7:41     |  |
| 4.                                       | «Million Miles»                | 5:51     |  |
| 5.                                       | «Tryin' to Get to Heaven»      | 5:22     |  |
| 6.                                       | «'Til I Fell in Love with You» | 5:15     |  |
| 7.                                       | «Not Dark Yet»                 | 6:27     |  |
| 8.                                       | «Cold Irons Bound»             | 7:14     |  |
| 9.                                       | «Make You Feel My Love»        | 3:30     |  |
| 10.                                      | «Can't Wait»                   | 5:45     |  |
| 11.                                      | «Highlands»                    | 16:31    |  |
| 72:31                                    |                                |          |  |

| Disco dos: Outtakes and Alternates |                                                                   |          |  |
| N.º                                | Título                                                            | Duración |  |
| 1.                                 | «The Water Is Wide» (8/19/96, Teatro)                             | 5:41     |  |
| 2.                                 | «Red River Shore – Version 1» (9/26/96, Teatro)                   | 6:50     |  |
| 3.                                 | «Dirt Road Blues – Version 1» (1/12/97 Criteria Studios)          | 5:29     |  |
| 4.                                 | «Love Sick – Version 1» (1/14/97, Criteria Studios)               | 5:12     |  |
| 5.                                 | «Tryin' to Get to Heaven – Version 2» (1/12/97, Criteria Studios) | 5:01     |  |
| 6.                                 | «Make You Feel My Love – Take 1» (1/5/97, Criteria Studios)       | 4:10     |  |
| 7.                                 | «Can't Wait – Version 1» (1/21/97, Criteria Studios)              | 4:51     |  |
| 8.                                 | «Mississippi – Version 2» (1/11/97, Criteria Studios)             | 5:12     |  |
| 9.                                 | «Standing in the Doorway – Version 1» (1/13/97, Criteria Studios) | 7:06     |  |
| 10.                                | «Not Dark Yet – Version 1» (1/11/97, Criteria Studios)            | 7:12     |  |
| 11.                                | «Cold Irons Bound» (1/9/97, Criteria Studios)                     | 6:07     |  |
| 12.                                | «Highlands» (1/16/97, Criteria Studios)                           | 14:06    |  |
| 76:57                              |                                                                   |          |  |

## Posicionamiento
| Gráfica (2023)                     | Pico de posición |
| ---------------------------------- | ---------------- |
| Japón (Billboard Japan Hot Albums) | 53               |
| Japón (Oricon Albums Chart)        | 28               |